# Astragalus chagyabensis
Astragalus chagyabensis es una especie de planta del género Astragalus, de la familia de las leguminosas, orden Fabales.
Fue descrita científicamente por P. C. Li & C. C. Ni.